# 托雷加莫内斯
托雷加莫内斯，是西班牙卡斯蒂利亚-莱昂萨莫拉省的一个市镇。 总面积37平方公里，总人口326人（2001年），人口密度9人/平方公里。